# لوان غارسيا
لوان غارسيا تيكسيرا (بالبرتغالية: Luan Garcia Teixeira) (10 مايو 1993 البرازيل - ) هو لاعب كرة قدم برازيلي، شارك في كرة القدم في الألعاب الأولمبية الصيفية 2016.

## روابط خارجية
- هذه المقالة غير مرتبط بويكي بيانات